# Capdepera
Capdepera is een plaats en een van de 53 gemeenten op het Spaanse eiland Mallorca, in de regio Balearen. De gemeente heeft een oppervlakte van 55 km² en telt 11.356 inwoners (1 januari 2016).
De gemeente ligt in het noordoosten van het eiland en de gelijknamige plaats vormt de hoofdzetel van de gemeente. Capdepera ligt aan het eind van de hoofdweg C175, 11 kilometer van Artà en 75 kilometer van de hoofdstad Palma verwijderd.

## Kernen
De gemeente bestaat uit de volgende kernen:
- Cala Rajada (5590 inwoners)
- Capdepera (2918 inwoners)
- Font de Sa Cala (202 inwoners)
- Cala Gat (56 inwoners)
- Cala Lliteras (606 inwoners)
- Cala Mesquida (41 inwoners)
- Canyamel (301 inwoners)
- El Carregador (60 inwoners)
- La Pedruscada (192 inwoners)
- Provençals (104 inwoners)
- Son Moll (175 inwoners)

## Demografische ontwikkeling
Bron: INE; 1857-2011: volkstellingen
Opm.:Voor 1860 behoorde Capdepera tot Artà
Alaró · Alcúdia · Algaida · Andratx · Ariany · Artà · Banyalbufar · Binissalem · Búger · Bunyola · Calvià · Campanet · Campos · Capdepera · Consell · Costitx · Deià · Escorca · Esporles · Estellencs · Felanitx · Fornalutx · Inca · Lloret de Vistalegre · Lloseta · Llubí · Llucmajor · Manacor · Mancor de la Vall · Maria de la Salut · Marratxí · Montuïri · Muro · Palma · Petra · Pollença · Porreres · Puigpunyent · Sa Pobla · Sant Joan · Sant Llorenç des Cardassar · Santa Eugènia · Santa Margalida · Santa María del Camí · Santanyí · Selva · Sencelles · Ses Salines · Sineu · Sóller · Son Servera · Valldemossa · Vilafranca de Bonany